# Michael Madl
Michael Madl (ur. 21 marca 1988 roku w Judenburgu) – austriacki piłkarz występujący na pozycji obrońcy. Wychowanek USV Koblenz, od 2018 jest zawodnikiem pierwszoligowego austriackiego klubu Austria Wiedeń. Zdobywca pucharu Austrii z 2009 roku z drużyną Austrii Wiedeń.